# David Cobb
Pour les articles homonymes, voir Cobb.
David Keith Cobb (né en 1963 à San Leon, Texas), est un avocat et homme politique américain, membre du Parti vert. Il est candidat à l'élection présidentielle 2004, avec Pat LaMarche comme candidat à la vice-présidence. Le ticket écologiste rassemble 119 859 voix soit 0,10 % des voix.